# О’Брайен Трофи
«О’Брайен Трофи» (англ. O'Brien Trophy) — приз, которым награждались клубы Национальной хоккейной ассоциации (НХА) и Национальной хоккейной лиги (НХЛ) с 1910 по 1950 гг. Утверждена канадским сенатором Майклом Джоном О’Брайеном в честь его сына Эмброуза О’Брайена. Трофей изготовлен из серебра, добытого в шахте О’Брайена.

## История трофея
- В 1910-17 гг. трофей получал чемпион НХА.
- В 1921 г. был передан НХЛ и им стали награждать чемпиона НХЛ.
- В 1927-38 гг. вручался победителю Канадского Дивизиона НХЛ.
- Начиная с 1939 г. вручался финалисту плей-офф НХЛ.
- С 1950 г. не вручается.
- Приз вручался в течение 41 сезона и его получали 12 разных команд.
- «О'Брайен Трофи» находится в Зале хоккейной славы.

## Победители
| Кол-во трофеев | Команда                                                           |
| -------------- | ----------------------------------------------------------------- |
| 11             | Монреаль Канадиенс                                                |
| 8              | Торонто Мейпл Лифс (6) Торонто Сент-Патрик (1) Торонто Аренас (1) |
| 6              | Оттава Сенаторз                                                   |
| 5              | Детройт Ред Уингз                                                 |
| 3              | Монреаль Марунз                                                   |
| 2              | Квебек Булдогз                                                    |
| 2              | Бостон Брюинз                                                     |
| 1              | Монреаль Уондерерз                                                |
| 1              | Торонто Блюширтс                                                  |
| 1              | Чикаго Блэкхокс                                                   |
| 1              | Нью-Йорк Рейнджерс                                                |

- * = Ныне не существующие команды
- ^ = Обладатели кубка Стэнли и «О’Брайен Трофи» в одном сезоне

### Чемпионы НХА
| Сезон | Победитель             |
| ----- | ---------------------- |
| 1910  | Монреаль Уондерерз * ^ |
| 1911  | Оттава Сенаторз *      |
| 1912  | Квебек Булдогз * ^     |
| 1913  | Квебек Булдогз * ^     |
| 1914  | Торонто Блюширтс * ^   |
| 1915  | Оттава Сенаторз *      |
| 1916  | Монреаль Канадиенс ^   |
| 1917  | Монреаль Канадиенс     |

### Победитель плей-офф НХЛ
| Сезон   | Победитель                                    |
| ------- | --------------------------------------------- |
| 1917–18 | Торонто Аренас ^                              |
| 1918–19 | Монреаль Канадиенс                            |
| 1919–20 | Оттава Сенаторз * ^                           |
| 1920–21 | Оттава Сенаторз * ^                           |
| 1921–22 | Торонто Сент-Патрик ^ (Прежде Торонто Аренас) |
| 1922–23 | Оттава Сенаторз * ^                           |
| 1923–24 | Монреаль Канадиенс                            |
| 1924–25 | Монреаль Канадиенс                            |
| 1925–26 | Монреаль Марунз * ^                           |
| 1926–27 | Оттава Сенаторз * ^                           |

### Победитель Канадского Дивизиона НХЛ
| Сезон   | Победитель                                      |
| ------- | ----------------------------------------------- |
| 1927–28 | Монреаль Канадиенс                              |
| 1928–29 | Монреаль Канадиенс                              |
| 1929–30 | Монреаль Марунз * ^                             |
| 1930–31 | Монреаль Канадиенс ^                            |
| 1931–32 | Монреаль Канадиенс                              |
| 1932–33 | Торонто Мейпл Лифс (Прежде Торонто Сент-Патрик) |
| 1933–34 | Торонто Мейпл Лифс                              |
| 1934–35 | Торонто Мейпл Лифс                              |
| 1935–36 | Монреаль Марунз *                               |
| 1936–37 | Монреаль Канадиенс                              |
| 1937–38 | Торонто Мейпл Лифс                              |

### Финалист плей-офф НХЛ
| Сезон   | Победитель         |
| ------- | ------------------ |
| 1938–39 | Торонто Мейпл Лифс |
| 1939–40 | Торонто Мейпл Лифс |
| 1940–41 | Детройт Ред Уингз  |
| 1941–42 | Детройт Ред Уингз  |
| 1942–43 | Бостон Брюинз      |
| 1943–44 | Чикаго Блэкхокс    |
| 1944–45 | Детройт Ред Уингз  |
| 1945–46 | Бостон Брюинз      |
| 1946–47 | Монреаль Канадиенс |
| 1947–48 | Детройт Ред Уингз  |
| 1948–49 | Детройт Ред Уингз  |
| 1949–50 | Нью-Йорк Рейнджерс |